# Astragalus lang-ranii
Astragalus lang-ranii là một loài thực vật có hoa trong họ Đậu. Loài này được (S.B. Ho) Podl. mô tả khoa học đầu tiên năm 2004.